# Lasionycteris noctivagans
Lasionycteris noctivagans — вид рукокрилих, родини Лиликові. Етимологія: дав.-гр. λάσιος — «волохатий», νυκτερίς — «кажан»; лат. nocti- — «ніч», vagari — «бродити, мандрувати».

## Поширення
Країни проживання: Бермуди, Канада, Мексика, Сполучені Штати Америки. 

## Морфологія
Це середнього розміру, густо запушений кажан. Він важить приблизно 8–12 г, його загальна довжина становить ≈ 100 мм, хвіст ≈ 40 мм, вуха 5–9 мм, розмах крил 27–31 см. Хутро майже чорне зі сріблястими кінчиками волосків на спині, надаючи йому матовий вигляд. Дорослі самці та самиці виглядають однаково.

## Поведінка
Це поодинока тварина. Віддає перевагу помірним, північним листяним (особливо любить породи дерев: верба, клен і ясен) лісам зі ставками і струмками поблизу. Раціон складається в основному з лускокрилих, мух і жуків. Типово годуються кілька раз від раннього вечора до часу перед світанком. Нічна кормова площа ≈ 30 квадратних кілометрів. Вони не активно захищають територію. Швидкість польоту невелика — всього 4.8–5.0 м/с. Ехолокація використовується для пошуку їжі, а також спілкування. Вітрогенератори стають все більш поширеними й ехолокація не в змозі допомогти їм уникнути лопатей або вітрових «вакуумів», які можуть вбити їх миттєво. Типове денне місце для спочинку для цього кажана: під вільною корою дерева. Протягом зимових місяців, зимує усередині дерев, в будівлях, тріщинах скель, і подібним захисних конструкціях. Зимова сплячка цих кажанів, як правило, відбуватиметься у більш сухому й теплому місці від жовтня до березня. Стоматологічні записи показали, що сріблясті кажани можуть прожити до 12 років. Очікувана тривалість життя в дикій природі — від 5 до 10 років. Основними хижаками для них є сова Bubo virginianus, яструб Accipiter striatus і скунс Mephitis mephitis який знаходить кажанів, коли вони не активні.

## Відтворення
Спаровування відбувається восени, коли обидві статі збираються для міграції. Запліднення відкладається до наступної весни. Пологи відбуваються після періоду вагітності від 50 до 60 днів. Двоє кажаненят народжуються, як правило, в період з кінця червня до початку липня. Відомо, що самиці утворюють невеликі материнські колонії. Дитинчата народжуються сліпими, зі складеними вухами, спочатку глухими; вагою від 1.4 до 2.3 г.

## Загрози й охорона
Загрозами є збільшення кількості вітрових турбін. Лісозаготівля також є загрозою для безперервності їхнього природного середовища.
Вид мешкає на природоохоронних територіях упродовж свого ареалу. В Мексиці, де він дуже рідкісний, вид суб'єктом спеціального захисту.